# Exhumation (Russische Melodic-Death-Metal-Band)
Exhumation war eine russische Melodic-Death-Metal-Band aus St. Petersburg.

## Geschichte
Die Band fand im Jahr 1994 erstmals zusammen und veröffentlichte 1997 und 1998 erste Demos. Diesen schloss sich 1999 ein Album an, das erst einmal im Selbstverlag herausgegeben wurde und 2017 über zwei Plattenfirmen, darunter Metal Race.
Nach einer siebenjährigen Pause ab 2001 fand Exhumation 2008 wieder zusammen und veröffentlichte 2011 das Album City of Decay, für das Metalism Records verantwortlich zeichnete. Es enthält mit Maha Kali ein Cover von Dissection.
Nach einer zweijährigen Pause ab 2015 spielte die Band ab 2017 noch einmal zwei Jahre zusammen.

## Stil
Von ihrem Label Metalism Records wurde der Stil als Melodic Death Metal kategorisiert.

## Diskografie
- 1997: Unholy (Demo)
- 1998: The Wandering (Demo)
- 1999: Symbol of Fear (Album; Selbstverlag, Wiederveröffentlichungen bei Metal Race und Darknagar Records)
- 2000: Cursed World (Single)
- 2001: Live in Polygon (Live-Album)
- 2011: City of Decay (Album, Metalism Records)
- 2012: Windwalker (Single)
- 2014: Bread Buttered on Both Sides (EP)